# Fidei Defensor
A Fidei Defensor (nőnemű megfelelője Fidei defensatrix) latin cím, amelynek fordítása: A Hit Védelmezője. A címet a 16. századtól kezdve számos európai uralkodó is felvette.

## Használata Angliában és Nagy-Britanniában

### Története
A Fidei Defensor címet első alkalommal 1521. október 11-én adományozta X. Leó pápa VIII. Henrik angol királynak, Anglia uralkodójának és ezt követően minden angol és brit uralkodó titulatúrájában szerepelt. VIII. Henrik felesége, Aragóniai Katalin saját jogán is megkapta a Hit védelmezője címet a pápától. Henrik azzal érdemelte ki ezt a megtiszteltetést, hogy kiadta Assertio Septem Sacramentorum ("A hét szentség védelme") című könyvét, amelyben a házasság szentség voltát és a pápa fennhatóságát védte. Henrik műve a protestáns reformáció korai szakaszában a katolikus egyházat védelmezte.
Miután Henrik 1530-ban szakított a katolikus egyházzal és magát az anglikán egyház fejének nyilvánította, III. Pál pápa visszavonta a címet (mivel Henrik cselekedetét a katolikus hit elleni támadásnak fogták fel). Azonban 1544-ben az angol parlament ismét megszavazta a címet a királynak, ez alkalommal azonban a protestáns hit védelmezőjeként kapta ezt. Henrik és ezt követően minden angol vagy brit uralkodó a (protestáns) hit védelmezője és (Henrik lánya, Mária kivételével az anglikán egyház vezetője volt.
Az angol polgári forradalom során az állam vezetői, Oliver Cromwell, majd Richard Cromwell, bár a királynál sokkal jobban támaszkodtak a protestáns hitre, nem vették fel ezt a címet, amelyet csak a monarchia helyreállítása után használtak újra.

### Használata napjainkban
A jelenlegi uralkodó, III. Károly brit király hivatalos címe: „Őfelsége III. Károly, Isten kegyelméből Nagy-Britannia és Észak-Írország Egyesült Királyságának és más területek királya, A Nemzetközösség feje, A Hit Védelmezője”. Az „A Hit Védelmezője” cím ma is arra utal, hogy a mindenkori uralkodó a Church of England legfelsőbb vezetője és hivatalosan a canterbury érsek felett áll. Az eredeti latin cím (Fidei Defensor ) ma is megtalálható minden brit pénzérmén, F D vagy FID DEF formában. Erre egyébként először I. György uralkodása alatt 1714-ben került sor. Amikor 1849-ben a királyi pénzverde első alkalommal akarta elhagyni a címet egy új pénzérméről (az ún. Godless Florin, azaz istentelen forint), olyan botrány kerekedett, hogy kénytelenek voltak visszavonni.
A Brit Nemzetközösség országaiban a cím használata nem egységes: az A Hit Védelmezője címet csak Kanadában és Új-Zélandon használja. Kanadában a cím nem az államvallás védelmezőjére utal, hanem általános értelemben véve a vallások védelmezőjére.
A Nemzetközösség többi országában, ahogy azok elhagyták a királyságot, mint államformát vagy pedig vallási ellentétek miatt (mint pl. 1953-ban Pakisztán).
A jelenlegi uralkodó III. Károly király, még trónörökösként kijelentette, hogy trónra lépése után meg akarja változtatni a címet: a hagyományos „A Hit Védelmezője” (Defender of The Faith) cím helyett az általánosabb „Hit Védelmezője” (Defender of Faith) címmel váltaná fel.

## Fordítás
Ez a szócikk részben vagy egészben  a   Fidei defensor című angol Wikipédia-szócikk fordításán alapul.  Az eredeti cikk szerkesztőit annak laptörténete sorolja fel. Ez a jelzés csupán a megfogalmazás eredetét és a szerzői jogokat jelzi, nem szolgál a cikkben szereplő információk forrásmegjelöléseként.